# Оремифское сельское поселение
Ореми́фское се́льское поселе́ние — муниципальное образование в Николаевском районе Хабаровского края Российской Федерации. Образовано в 2004 году. 
Административный центр — село Оремиф. Административно к территории поселения относится остров Оримиф в устье Амура.

## Население
| 2010 | 2011 | 2012 | 2013 | 2014 | 2015 | 2016 |
| ---- | ---- | ---- | ---- | ---- | ---- | ---- |
| 286  | ↘284 | ↘275 | ↘267 | ↘253 | ↘252 | ↘251 |
| 2017 | 2018 | 2020 | 2021 |      |      |      |
| ↘244 | →244 | ↘226 | ↘142 |      |      |      |

## Населённые пункты
В состав поселения входят 2 населённых пункта:
| № | Населённый пункт | Тип  | Население |
| - | ---------------- | ---- | --------- |
| 1 | Оремиф           | село | ↘129      |
| 2 | Тнейвах          | село | ↘13       |